# 21 emon: uchū ike! Hadashi no princess
21 emon: uchū ike! Hadashi no princess (２１エモン 宇宙いけ！裸足のプリンセス?) è un film d'animazione del 1992 diretto da Hajime Okayasu.
Il mediometraggio è il sequel della serie TV 21 emon.

## Trama
21 emon è, assieme al robot Gonsuke e all'alieno Monga, impegnato in una avventura spaziale.